# Piero della Francesca
Piero della Francesca (ur. ok. 1415 w Borgo San Sepolcro, zm. 12 października 1492 tamże) – włoski malarz. 

## Życiorys
Urodził się w Borgo San Sepolcro (Toskania). Tworzył między innymi w Arezzo, Rzymie, Florencji, Rimini, Urbino, Ferrarze, a także w rodzinnym mieście. Do najważniejszych jego dzieł należą: Chrzest Chrystusa, Zmartwychwstanie, freski w bazylice S. Francesco w Arezzo (Legenda Krzyża Świętego 1452–59). Był też teoretykiem malarstwa i uczonym – napisał traktaty o perspektywie (De prospectiva pingendi) oraz o pięciu figurach wykorzystywanych w sztukach plastycznych.
W malarstwie Piera silne są wpływy mistrzów Północy, m.in. Rogiera van der Weydena oraz pierwiastek rodzimy (Domenico Veneziano – jasny koloryt). Geometryzacja brył wynika prawdopodobnie z fascynacji architekturą. Sztuka Piera jest wyraźnie intelektualna, występują napięcia psychologiczne (kontrasty), symbole, odniesienia do literatury i kultury (legenda krzyża według wersji Jacques’a Voragine’a).
Najciekawszym okresem twórczości Piera jest jego pobyt na dworze księcia Federica da Montefeltro w Urbino, który skupiał takie osobistości jak Leone Battista Alberti (architekt), Baldassare Castiglione (autor Dworzanina), czy Luca Pacciolli (dominikanin i matematyk). Malarstwo Piera zostało wkrótce po jego śmierci zepchnięte na drugi plan, ponownie odkryto je dopiero w XIX wieku, a rozreklamowano na początku XX, po sukcesie kubizmu i neoimpresjonizmu. Najsławniejsi (we Włoszech) uczniowie Piera to Luca Signorelli i Melozzo da Forlì.
Jeden z esejów z cyklu Barbarzyńca w ogrodzie, zatytułowany "Piero della Francesca", poświęcił malarzowi Zbigniew Herbert. Szkic o identycznej nazwie, poświęcony recepcji dzieł malarza, Wojciech Karpiński opublikował w "Twórczości", a następnie w książce "Pamięć Włoch".

## Prace
| nr  | tytuł, zleceniodawca                                         | czas powstania | technika i wymiary                         | miejsce przechowywania                       | ilustracja |
| 1.  | Sigismondo Pandolfo Malatesta                                | ok. 1450-51(?) | tempera na desce 44 × 34 cm                | Luwr                                         |            |
| 2.  | Chrzest Chrystusa                                            | lata 50. XV w. | tempera na desce 167 × 116 cm              | National Gallery w Londynie                  |            |
| 3.  | Portret Federica da Montefeltro i jego żony, Battisty Sforza | ok. 1465-70    | tempera na desce, 47 × 33 cm (każda deska) | Galeria Uffizi                               |            |
| 4.  | Sen św. Hieronima dawniej Biczowanie Chrystusa               | lata 60. XV w. | 60 × 80 cm                                 | Galleria Nazionale delle Marche, Urbino      |            |
| 5.  | Narodzenie                                                   | 1470-5         | olej na desce 124.4 × 122.6 cm             | National Gallery w Londynie                  |            |
| 6.  | Madonna di Senigallia                                        | 1472 (?)       | 61 × 53 cm                                 | Galleria Nazionale delle Marche, Urbino      |            |
| 7.  | Madonna z Dzieciątkiem w otoczeniu świętych                  | 1472           | 251 × 172 cm                               | Pinakoteka Brera                             |            |
| 8.  | Madonna del Parto                                            | 1459           | 260 x 203                                  | Museo Madonna del Parto w Monterchi, Włochy. |            |
| 9.  | Zmartwychwstanie                                             | 1465           | 225 × 200 cm                               | Museo Civico w Sansepolcro                   |            |
| 10. | Sen Konstantyna                                              | 1466           | fresk 329 × 190 cm                         | San Francesco w Arezzo                       |            |

## Upamiętnienie
W październiku 2022 roku Europejski Bank Centralny wybił w mennicy rzymskiej dla San Marino okolicznościową monetę o nominale 2 euro, upamiętniającą 530. rocznicę śmierci artysty. Wybito 55 000 sztuki. Na rewersie przedstawiono profil Federica da Montefeltro autorstwa Piera della Francesca. Monetę zaprojektowała Claudia Momoni.